# Sandu Florea

O imagine din Galbar de Sandu Florea

Sandu Florea (n. 28 iunie 1946, Ghelari, România) este un artist grafician originar din România. Din 1991 locuiește și lucrează în Statele Unite ale Americii.
A realizat mai multe albume cu subiecte istorice, fantastice sau science-fiction. A editat revista Carusel și a sprijinit activitatea tinerilor artiști din țară.

## Biografie
Florea s-a născut în 1946 în comuna Ghelari. A absolvit liceul Avram Iancu din orașul Brad și Institutul de Arhitectură din București în 1971. În timpul studenției publică prima sa bandă desenată, Năzdrăvăniile lui Păcală, în serial, în revista Luminița (1968). După facultate este repartizat ca arhitect la Timișoara. Aici începe să frecventeze cenaclul SF „H. G. Wells”, scrie proze SF, ilustrează fanzinul Paradox și desenează primul album BDSF din România: Galbar, după o povestire de Ovidiu Șurianu. În 1975 revine la București, abandonează meseria de arhitect și hotărăște să trăiască din benzi desenate, ca liber profesionist.
Va deveni astfel cel mai prolific desenator român (de altfel, unul din puținii desenatori BD profesioniști din România) publicând benzi desenate în aproape toate revistele și almanahurile pentru copii și tineret din România, între 1976-1989. După 1990 a editat împreună cu scriitorul Niculae Frînculescu revistele de benzi desenate Carusel (11 numere) și Proteus (3 numere).
Din 1991 locuiește și lucrează în Statele Unite ale Americii. A lucrat pentru editurele Marvel Comics, Chaos! Comics și DC Comics. A tras în tuș, printre altele, Batman, Superman, Undertaker și Buffy.

## Albume BD (în România)
- Galbar (scenariu Ovidiu Șurianu), Editura Stadion, București, 1973
- Cavalerul Alb (scenariu Radu Theodoru), Editura Facla, Timișoara, 1976
- Călugăreni (scenariu Radu Theodoru), Editura Ion Creangă („Trofeul Micului Cititor” acordat de biblioteca M. Sadoveanu ), București, 1977
- Misiune de sacrificiu (scenariu Radu Theodoru), Editura Ion Creangă, București, 1979
- În lumea lui Harap-Alb, Editura Sport-Turism ( „Trofeul Micului Cititor”; premiu la Eurocon 1980 – Stresa, Italia, în 1980 ), București, 1979
- Burebista, regele dacilor (scenariu Radu Theodoru), Editura Sport-Turism („ Trofeul Micului Citiror”), București, 1980
- Decebal și Traian (scenariu Radu Theodoru), București, Editura Sport-Turism, 1981
- Carusel, București, Editura Sport-Turism, 1982
- Sarmisegetuza eroică (scenariu Radu Theodoru), București, Editura Sport-Turism, 1983

A desenat  primele BD-western din România, adaptând romanele lui Nicolae Frînculescu, Colții Șacalului și La Sud de Rio Bravo în Luceafărul Copiilor (1984-1988) și în Carusel (1990-1992).